# Giustino D'Uva
Giustino D'Uva (Isernia, 10 settembre 1924 – Isernia, 10 ottobre 1984) è stato un politico italiano, per due volte presidente della Regione Molise.

## Biografia
Nasce a Isernia il 10 settembre 1924 da padre socialista e madre cattolica. Sarà proprio per volontà della madre che inizierà il militare, giovanissimo, nelle organizzazioni cattoliche.
Sin dal dopoguerra aderì alla Democrazia Cristiana, di cui sarebbe presto divenuto segretario regionale in Molise.
Assessore comunale di Isernia, poi assessore provinciale di Campobasso, sin dal 1970, anno di istituzione della Regione Molise, diviene consigliere ed assessore regionale.
Nel 1973, succedendo a Carlo Vitale, diviene per la prima volta presidente della Regione, il primo espresso dalla provincia di Isernia. Alternandosi con Florindo D'Aimmo alla guida dell'esecutivo democristiano, D'Uva diviene nuovamente presidente nel 1982. Resterà in carica fino al 10 ottobre 1984, giorno della sua scomparsa.